# Розорення Києва (1169)
Розорення Києва (12 березня 1169 року) — захоплення і розграбування Києва коаліцією з 11 князів, зібраною Володимиро-Суздальським князем Андрієм Боголюбським та очоленою його сином Мстиславом Андрійовичем в ході династичного конфлікту за владу на Русі між Волинськими та Суздальськими Мономаховичами.
Оборону Києва очолював київський та волинський князь Мстислав Ізяславович.

## Передумови

Андрій Боголюбський

Після загибелі київського князя Мстислава Великого, сина Володимира Мономаха, у 1132 році значно прискорюється процес розпаду Руської держави та боротьба за верховенство між різними нащадками Ярослава Мудрого.
Той, хто завойовував Київ, не тільки отримував титул «Великий князь Київський», верховного правителя власне Руської землі, але й міг претендувати на верховенство в династії Рюриковичів. Оскільки в Києві жив митрополит і були розташовані головні храми й монастирі, він лишався якщо не політичним, то незаперечним культурним і релігійним центром усієї Руської держави. Навіть із зменшенням свого впливу Київ з довколишніми землями залишався одним із найрозвиненіших і найгустозаселеніших центрів держави.
Після смерті Юрія Довгорукого місцеві бояри 1157 запросили на великокнязівський стіл до Києва представника чернігівських Ольговичів — Ізяслава Давидовича. Проте його князювання виявилось нетривалим. 1161 під стінами Білгорода в бою з Мстиславом Ізяславичем Великий князь загинув. Після смерті Ізяслава Давидовича великокнязівський стіл посів Ростислав Мстиславич, який перед тим 32 роки княжив у Смоленську й був засновником смоленської династії князів. Великому князю вдається організувати декілька успішних походів проти кочівників. Так само великою є заслуга князя у втихомиренні на певний час міжкнязівських усобиць. Вдалося відновити престиж великокняжої влади та поширити свій вплив на значну частину земель Рюриковичів. Не менш важливим є й те, що досягти йому цього вдалося практично не вдаючись до сили зброї. В історію Старокиївської держави він увійшов як один з найбільш миролюбних її володарів[джерело?].
Проте, після загибелі Ростислава, княжі міжусобиці знову відновлюються. На київський престол, за своїм становищем родинного старшинства, могли претендувати Володимир Мстиславич, Святослав Всеволодич та Андрій Боголюбський. Однак київські бояри запросили на князівство Мстислава Ізяславича, князя Волинської землі. Йому належала слава переможця половецьких ханів, він активно допомагав своєму дядькові Ростиславу втримати за собою Київ і був по суті його співправителем. А тому, заручившись підтримкою Ярослава Галицького та мобілізувавши невелику дружину, Мстислав Ізяславич легко оволодів містом.
Чи не найбільшим досягненням Мстислава Ізяславича на великокнязівському столі стає успішна боротьба з половцями. 1168 київський князь очолює антиполовецьку виправу, в якій бере участь аж тринадцять удільних князів. Мстислав II зібрав чернігівських, волинських, київських, переяславських та інших князів, і ще 1152 розгромив половецькі кочовища над Ореллю та Снопородом і забрав багато полонених та худоби. Він зорганізував також охорону торгових караванів, що ходили шляхами Залозним, Солоним, Грецьким, де їх переймали половці. Літописець із захопленням описує ці походи: «Вложив Бог добру гадку в серце Мстиславу».
Одночасно, на східних землях Руси сформувався антикиївський союз володимиро-суздальських князів з половцями. Саме в цей час на Заліській землі починається формування нового етносу зі своїм окремим політичним та суспільним ладом. Яскравим його представником був онук Володимира Мономаха, син Юрія Довгорукого та половецької княжни Андрій Боголюбський (прізвище від місцевості Боголюбове). За твердженням Василя Ключевського — «справжній північний князь, істинний суздалець-заліщанин за своїми звичками і поняттями та за своїм політичним вихованням».
Після вокняження Мстислава проти нього на сході складається сильний союз Ростиславичів і Ольговичів, на чолі з Андрієм Боголюбським. Проти Київського князя наприкінці 1168 готові були виступити 12 князів удільних, а також їхні союзники половці.
1169 Андрій Боголюбський зібрав велике військо, до якої входили муромські, смоленські, полоцькі, чернігівські та дорогобузькі князі, та рушив походом на Київ. Взяти місто штурмом не вдалося, але й сили Мстислава були малими, адже напередодні Київський князь відіслав дружину на допомогу своєму синові до Новгорода. Тепер же за порадою дружини, що була в Києві, великий князь втік з міста і пішов на Волинь збирати допомогу.

## Перебіг облоги та штурму
Після тривалої облоги 12 березня 1169 року захисники міста здалися. За давньої традицією та за неписаними правилами Руси, кияни вважали, що новий князь прийшов правити столицею, тому вирішили покластися на милість переможців. «Милість» виявилася такою, що Київ два дні піддавався небаченому доти спустошенню, в результаті якого не було зроблено винятку ні для кого: ані для жінок, ані для дітей.
Як пише літопис: «І грабували вони два дні весь город — Поділ, і Гору, і монастирі, і Софію, і Десятинну Богородицю. І не було помилування нікому і нізвідки: церкви горіли, християн вбивали, а інших в'язали, дружин вели в полон, силоміць розлучаючи з чоловіками їх, діти ридали, дивлячись на матерів своїх. І узяли вони майна множина, і церкви оголили від ікон, і книг, і риз, і дзвони з церков познімали … Запалений був навіть монастир Печерський святий Богородиці поганими, але Бог молитвами святої Богородиці оберіг його від такої біди. І був у Києві серед всіх людей стогін, і туга, і скорбота..» Було розграбовано майно та спалено житлові квартали, значну кількість церков та монастирів.
1169 р., захопивши Київ, Андрій віддав місто на триденне розграбування своїм ратникам. До цього моменту на Русі було прийнято поводитися подібним чином тільки з чужоземними містами. На руські міста ні за яких міжусобиць подібна практика ніколи не розповсюджувалася.
Після цього Андрій Боголюбський посадив на Київський престол свого молодшого брата — князя Переяслава Гліба Юрійовича.

## Подальший наступ на Русь
Андрій Боголюбський особисто не претендував на Київський престол, він не залишився правити в Києві після його завоювання. 
1170 р., Боголюбський направив війська під керівництвом свого сина Романа на форпост Новгородської Республіки — Новгород. Формальною причиною була суперечка за «двинське мито», яке отримував Новгород від фіно-угорських країн, і яке з 1169 двинці почали платити Суздалю. 22 лютого 1170 року об'єднана армія суздальців, муромців, полочан, переяславців та інших оточила місто. Проте Новгород вистояв. Тоді Андрій Боголюбський застосував економічну блокаду проти Новгорода, і через півроку новгородці попросили миру і князя на престол.
Тим часом Мстислав, зібравши війська на початку 1170 року, пішов на Київ. Гліб Юрійович, не маючи сил боронитися та підтримки місцевого населення, відійшов до Переяслава й послав до половців за допомогою, а його суперник увійшов до міста. Проте й перебування Мстислава в Києві виявилося коротким. У черговий раз, полишивши великокнязівський стіл та прямуючи на Волинь за новими військами, Мстислав захворів і помер. Його справу продовжили двоюрідні брати — князі Ростиславичі.
Намагаючись остаточно підпорядкувати собі Київ, Андрій Боголюбський послав туди величезне на той час військо (50 тис.). У ніч на 19 грудня 1173 під Вишгородом це військо було дощенту розгромлене під командуванням Мстислава Ростиславича та луцького князя Ярослава Ізяславича, який після перемоги став великим київським князем
1174 внаслідок внутрішніх усобиць змовники на чолі з боярином Петром Кучкою вбили в Суздалі Андрія, і на престол після кількох років боротьби — Суздальська міжусобна війна (1174—1177) — зійшов брат останнього — Всеволод «Велике Гніздо». Всеволод скерував свої зусилля на внутрішні справи і не втручався у суперечки за руський престол.

## Наслідки та інтерпретації
Точні наслідки цієї події є предметом дискусій серед істориків. Після цього походу трагічно завершилась і доля самого Боголюбського. Можливо, подія не мала такого матеріального значення, як більший сучасний символічний вплив. Подія часто була предметом міфологізації російською націоналістичною історіографією.
Київський погром, на думку Лева Гумільова, свідчив про втрату серед населення східної Русі (Залісся) почуття етнічної та державної єдності з Руською землею. Наказ Андрія Боголюбського показує, з точки зору Лева Гумільова, що для нього і його дружини (себто суздальців, чернігівчан та смолян) Київ був настільки ж чужим, як який-небудь німецький або польський замок.
Російський історик Ключевський називав суздальського князя Андрія Боголюбського першим князем майбутніх московитів: «З Андрієм Боголюбським великорос вперше вийшов на історичну арену».
«Ціла хмара князів Руси посунула нищити Київ на славу його північного суперника», як описав цю подію Михайло Грушевський.
Одночасно зі сходу насувалась нова загроза — Золота Орда. Після княжої наради у Києві, галицький князь і зять половецького хана Котяна Мстислав Мстиславич переконав князів Київської та Чернігівської земель виступити разом проти монголів — «татар». Юрій Всеволодович, великий князь Суздальський, в похід не виступив, виславши на допомогу руській раті свого племінника ростовського князя Василя Костянтиновича, який, проте, запізнився приєднатися до основних груп. А більшість князів зі своїм військом загинула під час битви на Калці.
Після цього як спадкоємиця Київської Держави на повний голос заявляє про себе Руське королівство (Галицько-Волинська Держава). І на переломі 1239—1240 років Київ вже є під владою Великого князя Київського Данила Романовича, однак місто не змогло відновитися навіть через сімдесят років. Як пише сучасний автор: «Суздальці так дуже зруйнували 1169 року Київ, що татари не мали вже що руйнувати 1240 року».
Якийсь час київським князем був Михайло Всеволодович Чернігівський, пізніше забитий татарами за публічну непокору. Натомість Ярослав Всеволодович, князь далекої від Києва Володимиро-Суздальщини, був одним з перших князів Київської традиції, хто отримав ханського «ярлика», визнавши тим самим ординського державцю за сюзерена. 1243 він отримав з ханської ласки ярлик на Київське велике княжіння, але до Києва не поїхав і посадив там намісника-боярина. Справами далекої для нього Київщини він зовсім не переймався, і з цієї причини 1246 дістав собі іншого, зручнішого ярлика, цим разом на велике княжіння Володимирське. Того ж року він раптово помер (імовірно, був отруєний в Орді).